# Finnországi magyarok
Finnország messze van Magyarországtól, és nem is esik a főbb kivándorlási célpontok közé, mégis élnek ott nagyobb számban magyarok és magyar származású finnek, számuk mintegy 2500 fő lehet, sokan közülük Erdélyből települtek oda.

## Magyarok Finnországban
Magyarok főleg az ország déli részén élnek többen, a fővárosban Helsinkiben ill. környékén, valamint egyéb nagyobb városok (Turku, Tampere, Oulu) vonzáskörzetében. Ezen kívül laknak magyarok szétszórva kisebb városokban vagy falvakban is, szerte az országban. Magyar szervezetek Helsinkiben, illetve a főváros vonzáskörzetében találhatók.
A Bóbita Egyesület (Bóbita ry) jelenleg a legaktívabb finnországi magyar, törvényesen bejegyzett és havonta rendszeres tevékenységgel rendelkező egyesület Helsinki körzetében. A Bóbita úgy gyerekek mint felnőttek részére is rendez programokat. A Bóbita tevékenységéről pontosabb információ található az egyesület honlapján.
A Finnországi Magyar Keresztény Közösség (finnül Suomen unkarilainen kristillinen yhteisö ry) jelenleg az egyetlen törvényesen regisztrált és aktív, rendszeres tevékenységgel rendelkező magyar egyházi szervezet Finnországban, Helsinki székhellyel; alapjaiban ökumenikus közösségről van szó. Magyar nyelvű istentiszteleteket rendszeresen az alppilai evangélikus templomban tartanak minden hónap első vasárnapján. Magyar nyelvű katolikus miséket a lehetőségekhez mérten, alkalomadtán szerveznek a közösség katolikus tagjai, rendszerint a helsinki Szt. Mária templomban. A közösség magyar nyelvű ökumenikus Bibliakört tart minden kedden az otaniemi kápolnában (Espoo-ban, a műszaki egyetem közelében). További információ a közösség honlapján található.
1993-ban alakult Helsinkiben a Finnországi Magyarok Egyesülete (röviden FME). Kb. 120 család szerepel az egyesület nyilvántartásában, az aktív tagok száma változó.
Eredetileg 1997-ben alakult a Finnországi Magyar Gyülekezet (röviden FMGy). Nem szokványos keresztyén gyülekezetről van szó: semmilyen egyházhoz nem tartozik, ökumenikus jellegű gyülekezet. Alapszabállyal is rendelkezik. Mivel hivatalosan támogatást nem kap, a lelkész (aki ökumenikus istentiszteletet tart) Stockholmból jár át Helsinkibe.
A magyar állam által fenntartott Magyar Kulturális Központ, ahol rendszeresen tartanak programokat és nyelvoktatást főleg finn nyelvű látogatók részére, szintén Helsinkiben működik. Ugyanazon a címen található a Finn-Magyar Baráti Társaság (hivatalos nevén Suomi-Unkari Seura) központi irodája is. Helyi szervezeteik működnek szerte az országban.
Vantaában 10 magyar gyerek jár óvodába, 7 csoportban van iskolai oktatás (2 Vantaaban, 5 Helsinkiben), összesen bejelentett 44 diákkal.

## Híres finnországi magyarok
Akad néhány olyan finn, akinek magyar vér folyik az ereiben:
- Hibay Éva - fuvolaművész
- Popovits Zoltán - szobrászművész
- Ville Valo - a HIM énekese
- Szilvay Réka - hegedűművész
- Sami Garam - szakács és író
- Johanna Debreczeni - énekes
- Kati Kovács - képregényrajzoló
- Aladár Paasonen - ezredes
- Aladár Valmari - író
- Pándy Pál - katona, író
- Gruborovics Tamás - labdarúgó